# Reichstag zu Worms (1153)
Der Reichstag zu Worms 1153 war die erste Reichsversammlung unter dem im Vorjahr gewählten König Friedrich I. (Barbarossa), die in Worms stattfand. Sie fand im Juni 1153 statt.

## Vorgeschichte
Der König hatte Ostern, das in diesem Jahr auf den 19. April fiel, in Bamberg verbracht. Schon dort befanden sich zwei Kardinallegaten an seinem Hof, Bernhard von San Clemente und Gregor von Jacinto von Sant’Angelo in Pescheria. Sie sollten im Auftrag von Papst Eugen III. im deutschen Episkopat „aufräumen“. Zusammen mit dem König und seinem Hof begaben sie sich nach Worms, wo sich alle zu Pfingsten, das in diesem Jahr auf den 7. Juni fiel, aufhielten.
Die wenigen zeitgenössischen Quellen zu dem Treffen verwenden keinen der damals gängigen Begriffe für eine Reichsversammlung. Der Aufenthalt des Königs, die Anwesenheit der Kardinallegaten und zahlreicher hoher Adeliger zusammen mit den bedeutenden Entscheidungen, die getroffen oder zumindest beraten wurden, geben aber ganz das Bild einer solchen Reichsversammlung ab. Insofern wird das Zusammentreffen als Reichsversammlung gewertet.

## Inhalt
Eine Entscheidung, die angestrebt wurde, war es, den Streit von Heinrich dem Löwen und Heinrich Jasomirgott – Cousin und Onkel König Friedrich I. – um das Herzogtum Baiern beizulegen. Da aber Heinrich Jasomirgott rügte, dass er nicht ordnungsgemäß geladen worden sei und nicht erschien, konnte die Sache einer Entscheidung nicht zugeführt werden.
Eine wichtige Personalentscheidung war die Absetzung des Mainzer Erzbischofs Heinrich I. Offizielle Begründung war, er habe Kirchengut verschleudert. Tatsächlich hatte er sich aber im Jahr zuvor gegen die Wahl Friedrichs I. zum König gestellt und sich vorher schon mit Papst Eugen III. überworfen. Im Amt des Erzbischofs von Mainz wurde er sofort durch Arnold von Selenhofen ersetzt, der seit 1151 bereits Kanzler des deutschen Reichsteils war. Weiter abgesetzt wurden:
- Bischof Burchard von Eichstätt, angeblich wegen Altersschwachheit und „Unbrauchbarkeit“.[8] Allerdings gehörte auch er zu den Opponenten Friedrich I. und Eugen III.
- Bischof Heinrich I. von Minden. Die Hintergründe scheinen nicht ganz klar.[9]
- Eventuell: Bernhard I. von Hildesheim.[10] Das aber ist umstritten, andere Autoren gehen davon aus, dass er zurückgetreten ist.[11]

Die beiden Kardinallegaten wollten zudem weiter Wichmann, Verwalter des Erzbistums Magdeburg (und ab 1154 dessen Erzbischof), „und einige andere Bischöfe“ absetzen. Sie wurden aber „vom König daran gehindert und heimgeschickt“.

## Teilnehmer
Die heute noch bekannten Teilnehmer der Reichsversammlung ergeben sich aus den Zeugenlisten zweier erhaltener Urkunden, die während der Versammlung von Friedrich I. ausgestellt wurden. Dies waren:
- Erzbischof Arnold von Köln
- Bischof Burchard von Straßburg
- Bischof Günther von Speyer
- Bischof Konrad von Augsburg
- Bischof Konrad von Worms
- Abt Nikolaus von Siegburg
- Abt Wibald von Stablo
- Dompropst Walter von Köln
- Propst Arnold des Andreasstifts in Köln
- Propst Diepold von Xanten
- Propst Ulrich von Soest
- Dekan Albert aus Köln
- Herzog Friedrich von Schwaben und Elsass[Anm. 3]
- Herzog Heinrich von Bayern
- Pfalzgraf Hermann bei Rhein
- Graf Amadeus I. von Genf
- Graf Guigo von Domène
- Graf Peter von Vinay
- Graf Ulrich von Lenzburg
- Graf Werner von Baden-Lenzburg
- Schenk Randolf (von Köln)
- Truchseß Adolf (von Köln)
- Vogt Hermann (von Eppendorf)
- Amalrich von Wormersdorf
- Heinrich von Alpen
- Heinrich von Volmarstein
- Raboto von Odenkirchen